# Ultimate Arena FPS
Ultimate Arena FPS è un videogioco sparatutto in prima persona arena focalizzato sul multigiocatore in rete, sviluppato da Kenneth Caselli e Gianmarco Rocco sotto l'editore AceGamer Network e pubblicato nel 5 settembre 2016 per Windows.

## Modalità di gioco
Ultimate Arena FPS è un videogioco appartenente al genere sparatutto in prima persona caratterizzato da ambientazioni competitive all'interno di arene virtuali. Gli utenti possono sfidarsi online per dimostrare le proprie abilità utilizzando una vasta gamma di armi brutali distribuite nell'ambiente di gioco.
Tra le armi disponibili vi sono:
- Artiglio: un'arma da combattimento a corto raggio che risulta letale per gli avversari che osano avvicinarsi troppo.
- Pistola: un'arma con un buon raggio d'azione e un tasso di fuoco moderato, utile per eliminare nemici a distanza media e lunga. Il suo fuoco secondario può congelare temporaneamente gli avversari.
- Fucile a pompa: efficace nell'infliggere danni ravvicinati.
- Doppio fucile a pompa: simile al precedente ma con una letalità raddoppiata.
- Fucile d'assalto: un'arma ibrida automatica in grado di sparare una quantità consistente di proiettili senza ricaricare, risultando letale con una mira precisa.
- Distruttore: un'arma unica che spara lame circolari in rapida successione, permettendo anche il rimbalzo sulle superfici per colpire nemici fuori dal campo visivo.
- Lanciarazzi: utilizzato per fare saltare in aria gli avversari.
- Lanciagranate: un modello di granata che può essere fatta esplodere in qualsiasi momento tramite il fuoco secondario.
- Prisma laser: un raggio elettrico dannoso a distanza media, il cui impatto è determinato dalla precisione del giocatore.
- Cannone al plasma: progettato per colpire vaste aree con proiettili al plasma, richiede previsione dei movimenti avversari per massimizzarne l'efficacia.
- Fucile a gas: spruzza gas fetidi in un'ampia area, utile per il controllo di gruppi di nemici.
- Balestra: sparatore di frecce veloci e letali, con un fuoco secondario che consuma munizioni elettriche per maggior gittata e danni.

Gli utenti possono quindi sfruttare queste varie armi per conquistare la vittoria nelle intense battaglia che si svolgono nelle arene di gioco.

## Controversie

### Prezzo elevato
Uno dei principali punti di controversia riguardo a Ultimate Arena FPS è il suo prezzo di vendita, che al lancio era fissato a 20 euro. Molti critici e giocatori ritengono che questo prezzo sia sproporzionato rispetto alla qualità del gioco e al suo stato attuale di sviluppo. Questa politica di pricing ha portato ad una bassa adozione del gioco e a server spesso vuoti, minando così il potenziale successo del titolo. Alcuni suggeriscono che un prezzo più accessibile avrebbe potuto attirare una base di giocatori più ampia e sostenere meglio lo sviluppo futuro del gioco.

### Problemi tecnici
Critici hanno evidenziato problemi come ritardi negli input, animazioni dei personaggi scarse e malfunzionamento dei jump pad, sollevando dubbi sulla capacità degli sviluppatori di risolverli efficacemente.

### Design delle armi e delle mappe
Il design anonimo delle armi e l'aspetto carente delle mappe hanno generato discussioni sulla creatività e l'attenzione al dettaglio degli sviluppatori.